# First Light (Band)
First Light, auch 1st Light, war ein britisches Musikprojekt, bestehend aus Paul Hardcastle und Derek Green. Stilistisch bewegte sich die Formation in den Bereichen Electro, Soul, Funk und Disco.

## Bandgeschichte
Die beiden Protagonisten kannten sich durch ihre Mitgliedschaft in der Disco-Funk-Band Direct Drive, bei deren Singles Don’t Depend on Me und Time’s Running Out (beide 1982) Hardcastle als Keyboarder und Green als Sänger mitwirkten. Anschließend verließen sie die Gruppe, um ihr gemeinsames Projekt First Light ins Leben zu rufen.
Die erste First-Light-Single, A Horse with No Name / Do Not Be Mistaken, erschien im Mai 1982 und konnte sich, ebenso wie die im selben Jahr folgende Single 16 Minutes of 1st Light, nicht in den Charts platzieren. Erst mit Explain the Reasons (18 Minutes of First Light) gelang im Mai des Folgejahres der Einstieg in die UK-Charts auf Platz 65. Alle bisher auf Single erschienenen Lieder befinden sich auch auf dem Debütalbum 1st Light, das 1983 veröffentlicht wurde. Mit der vierten und vorerst letzten Single gelang dem Duo Anfang 1984 ein weiterer Charteinstieg im Vereinigten Königreich, diesmal auf Platz 71. Der Titel befindet sich auf dem im selben Jahr erschienenen Best-of-Album Daybreak.
1988 reaktivierte Hardcastle First Light, jetzt allerdings ohne Green. Songwriting und Produktion übernahm er selbst, als neuer Sänger kam Kevin Henry dazu. 1989 und 1990 erschienen insgesamt vier Singles: Loving You, You Had It All, Right or Wrong und So Easy. Diese Lieder sind auch auf dem 1989er Album You Had It All zu hören. Nach 20-jähriger Pause produzierte Hardcastle das Jazz-Album East to West, das im August 2010 als drittes First-Light-Studioalbum veröffentlicht wurde.

## Diskografie

### Studioalben
- 1983: 1st Light (Metronome 813 224)
- 1989: You Had It All (feat. Kevin Henry; Sgt Peppers 1)
- 2010: East to West (12 Files; Hardcastle Music 885686150115; VÖ: 19. August)

### Kompilationen
- 1984: Daybreak (als Paul Hardcastle & 1st Light; Metronome 820 278)
- 2001: Time Machine: The Best of Direct Drive & First Light 1981–82 (Splitalbum, 4 Tracks Direct Drive, 3 Tracks First Light; Whatmusic.com 0003)

### Singles
- 1982: A Horse with No Name / Do Not Be Mistaken (VÖ: 21. Mai)
- 1982: 16 Minutes of 1st Light (Titel auf dem Album: A. M.)
- 1983: Explain the Reasons (18 Minutes of First Light) (VÖ: 9. Mai)
- 1984: Wish You Were Here (VÖ: 9. Januar)
- 1989: Loving You (VÖ: Mai)
- 1989: You Had It All
- 1990: Right or Wrong
- 1990: So Easy